# Walter Cannon
Walter Bradford Cannon (ur. 19 października 1871 w Prairie du Chien, zm. 1 października 1945 we Franklin) – amerykański fizjolog, neurolog i psycholog.
W 1932 roku, w swojej publikacji The Wisdom of the Body, wprowadził pojęcie homeostazy, na podstawie założeń Claude Bernarda (1857) na temat stabilności środowiska wewnętrznego organizmu.
W latach 1906–1942 profesor Harvard University w Cambridge w Stanach Zjednoczonych. Pionier nowoczesnej fizjologii, zwłaszcza badań nad fizjologicznymi mechanizmami emocji, roli autonomicznego układu nerwowego i układu hormonalnego w przystosowaniu się organizmu do warunków stresu (zob. śmierć voodoo). Autor tzw. mobilizacyjnej teorii uczuć. Jako pierwszy zastosował metodę promieni rentgenowskich w badaniach czynności przewodu pokarmowego. Jego prace dotyczyły przystosowania się organizmu do warunków stresowych. Współodkrywca zjawiska neurosekrecji. Prekursor medycyny psychosomatycznej.

## Wybrane prace
- 1911: The Mechanical Factors of Digestion
- 1915: Bodily Changes in Pain, Hunger, Fear and Rage
- 1923: Traumatic Shock
- 1932: The Wisdom of the Body